# Canton de Strasbourg-8
Le Canton de Strasbourg-8 est une ancienne division administrative française, située dans le département du Bas-Rhin et la région Alsace.

## Composition
Canton issu de celui de Strasbourg-Ouest.
Le canton de Strasbourg-8 comprenait une partie de la commune de Strasbourg (Neudorf).

## Représentation
| Période | Période          | Identité                        | Étiquette             | Qualité |
| ------- | ---------------- | ------------------------------- | --------------------- | --- |
| 1962    | 1979             | André Bord                      | UNR puis UDR puis RPR | Vendeur en librairie, ancien résistant Député (1958-1981) Secrétaire d'État et Ministre (1966-1978) Conseiller municipal de Strasbourg (1959-1989) Président du Conseil Général (1967-1979) |
| 1979    | 1983 (décès)     | Armand Bussé                    | UDF-CDS               | Adjoint au Maire de Strasbourg |
| 1983    | 1992             | Hervé Bussé (fils du précédent) | UDF-CDS               | Formateur professionnel à Strasbourg |
| 1992    | 2001 (démission) | Fabienne Keller                 | UDF                   | Ingénieur Maire de Strasbourg (2001-2008), conseillère municipale de Strasbourg depuis 2008, conseillère régionale (1998-2004), Sénatrice depuis 2004                                       |
| 2001    | 2004             | Geneviève Werlé                 | UMP                   | Commerçante au Neudorf Adjointe au Maire de Strasbourg (2001-2008), conseillère municipale de Strasbourg 2008-2014)                                                                         |
| 2004    | 2012 (démission) | Philippe Bies,                  | PS                    | Directeur de cabinet de Jacques Bigot à la mairie d'Illkirch-Graffenstaden Député (2012-2017), adjoint au Maire de Strasbourg (2008-2012), conseiller municipal de Strasbourg depuis 2012   |
| 2012    | 2015             | Suzanne Kempf                   | PS                    | Infirmière à Strasbourg, conseillère municipale de Strasbourg depuis 2014 |